# Sevilla FC (kvinder)
Sevilla FC Femenino er en fodboldklub fra Sevilla, Spanien, for kvinder. Klubben er kvindernes afdeling af Sevilla FC.

## Aktuel trup
Pr. 8. juli 2024.